# (11066) Sigurd
(11066) Sigurd (1992 CC1) – planetoida z grupy Apollo okrążająca Słońce w ciągu 1,64 lat w średniej odległości 1,39 j.a. Odkryta 9 lutego 1992 roku.